# II liga argentyńska w piłce nożnej (2011/2012)
Primera B Nacional 2011/2012
Mistrzem drugiej ligi argentyńskiej został klub River Plate, natomiast wicemistrzem - klub CA Argentino de Quilmes.
Drugą ligę argentyńską po sezonie 2011/12 opuściły następujące kluby
| Klub                          | Przyczyna                                            |
| ----------------------------- | ---------------------------------------------------- |
| River Plate                   | Awans do I ligi (mistrz II ligi)                     |
| CA Argentino de Quilmes       | Awans do I ligi (wicemistrz II ligi)                 |
| Desamparados San Juan         | Spadek do III ligi (przedostatni w tabeli spadkowej) |
| Atlanta Buenos Aires          | Spadek do III ligi (ostatni w tabeli spadkowej)      |
| Chacarita Juniors             | Spadek do III ligi (przegrany baraż)                 |
| Guillermo Brown Puerto Madryn | Spadek do III ligi (przegrany baraż)                 |

Do drugiej ligi argentyńskiej po sezonie 2011/12 przybyły następujące kluby
| Klub                       | Przyczyna                                                     |
| -------------------------- | ------------------------------------------------------------- |
| CA Banfield                | Spadek z I ligi (przedostatni w tabeli spadkowej)             |
| Olimpo Bahía Blanca        | Spadek z I ligi (ostatni w tabeli spadkowej)                  |
| Sarmiento Junín            | Awans z III ligi (mistrz Primera B Metropolitana)             |
| Douglas Haig Pergamino     | Awans z III ligi (mistrz Torneo Argentino A)                  |
| Nueva Chicago Buenos Aires | Awans z III ligi (Primera B Metropolitana) po wygranym barażu |
| Crucero del Norte Posadas  | Awans z III ligi (Torneo Argentino A) po wygranym barażu      |

## Primera B Nacional 2011/12

### Kolejka 1
| Data             | Mecz                                                               |
| ---------------- | ------------------------------------------------------------------ |
| 6 sierpnia 2011  | Atlanta Buenos Aires – Aldosivi Mar del Plata 1:1                  |
| 6 sierpnia 2011  | Defensa y Justicia Buenos Aires – Rosario Central 1:2              |
| 7 sierpnia 2011  | Boca Unidos Corrientes – CA Argentino de Quilmes 3:1               |
| 7 sierpnia 2011  | Guillermo Brown Puerto Madryn – Merlo Buenos Aires 1:1             |
| 9 sierpnia 2011  | Gimnasia y Esgrima Jujuy – Ferro Carril Oeste 0:0                  |
| 12 sierpnia 2011 | Almirante Brown Buenos Aires – Independiente Rivadavia Mendoza 2:0 |
| 13 sierpnia 2011 | Gimnasia y Esgrima La Plata – Atlético Tucumán 3:2                 |
| 13 sierpnia 2011 | Instituto Córdoba – CA Huracán 2:0                                 |
| 13 sierpnia 2011 | Desamparados San Juan – Patronato Paraná 1:0                       |
| 17 sierpnia 2011 | River Plate – Chacarita Juniors 1:0                                |

### Kolejka 2
| Data             | Mecz                                                       |
| ---------------- | ---------------------------------------------------------- |
| 20 sierpnia 2011 | CA Argentino de Quilmes – Almirante Brown Buenos Aires 2:0 |
| 20 sierpnia 2011 | CA Huracán – Gimnasia y Esgrima Jujuy 0:2                  |
| 20 sierpnia 2011 | Rosario Central – Gimnasia y Esgrima La Plata 1:0          |
| 20 sierpnia 2011 | Merlo Buenos Aires – Boca Unidos Corrientes 1:0            |
| 20 sierpnia 2011 | Aldosivi Mar del Plata – Instituto Córdoba 2:2             |
| 20 sierpnia 2011 | Ferro Carril Oeste – Guillermo Brown Puerto Madryn 2:0     |
| 21 sierpnia 2011 | Independiente Rivadavia Mendoza – River Plate 1:3          |
| 21 sierpnia 2011 | Chacarita Juniors – Desamparados San Juan 1:0              |
| 21 sierpnia 2011 | Patronato Paraná – Defensa y Justicia Buenos Aires 3:2     |
| 21 sierpnia 2011 | Atlético Tucumán – Atlanta Buenos Aires 0:0                |

### Kolejka 3
| Data             | Mecz                                                          |
| ---------------- | ------------------------------------------------------------- |
| 27 sierpnia 2011 | Instituto Córdoba – Atlético Tucumán 2:0                      |
| 27 sierpnia 2011 | Atlanta Buenos Aires – Rosario Central 0:0                    |
| 27 sierpnia 2011 | Independiente Rivadavia Mendoza – CA Argentino de Quilmes 0:1 |
| 28 sierpnia 2011 | River Plate – Desamparados San Juan 3:1                       |
| 28 sierpnia 2011 | Defensa y Justicia Buenos Aires – Chacarita Juniors 3:0       |
| 28 sierpnia 2011 | Guillermo Brown Puerto Madryn – CA Huracán 1:3                |
| 28 sierpnia 2011 | Boca Unidos Corrientes – Ferro Carril Oeste 1:1               |
| 28 sierpnia 2011 | Gimnasia y Esgrima Jujuy – Aldosivi Mar del Plata 1:0         |
| 28 sierpnia 2011 | Almirante Brown Buenos Aires – Merlo Buenos Aires 1:0         |
| 30 sierpnia 2011 | Gimnasia y Esgrima La Plata – Patronato Paraná 0:0            |

### Kolejka 4
| Data            | Mecz                                                        |
| --------------- | ----------------------------------------------------------- |
| 3 września 2011 | Ferro Carril Oeste – Almirante Brown Buenos Aires 1:0       |
| 3 września 2011 | CA Huracán – Boca Unidos Corrientes 2:2                     |
| 3 września 2011 | Merlo Buenos Aires – Independiente Rivadavia Mendoza 1:0    |
| 3 września 2011 | Desamparados San Juan – Defensa y Justicia Buenos Aires 1:2 |
| 3 września 2011 | Aldosivi Mar del Plata – Guillermo Brown Puerto Madryn 5:0  |
| 3 września 2011 | CA Argentino de Quilmes – River Plate 1:1                   |
| 4 września 2011 | Rosario Central – Instituto Córdoba 2:1                     |
| 4 września 2011 | Patronato Paraná – Atlanta Buenos Aires 3:2                 |
| 4 września 2011 | Atlético Tucumán – Gimnasia y Esgrima Jujuy 0:2             |
| 6 września 2011 | Chacarita Juniors – Gimnasia y Esgrima La Plata 0:3         |

### Kolejka 5
| Data             | Mecz                                                     |
| ---------------- | -------------------------------------------------------- |
| 10 września 2011 | Almirante Brown Buenos Aires – CA Huracán 2:1            |
| 10 września 2011 | Atlanta Buenos Aires – Chacarita Juniors 0:0             |
| 11 września 2011 | Instituto Córdoba – Patronato Paraná 0:0                 |
| 11 września 2011 | River Plate – Defensa y Justicia Buenos Aires 2:2        |
| 11 września 2011 | Gimnasia y Esgrima Jujuy – Rosario Central 2:0           |
| 11 września 2011 | CA Argentino de Quilmes – Merlo Buenos Aires 0:0         |
| 11 września 2011 | Independiente Rivadavia Mendoza – Ferro Carril Oeste 3:0 |
| 11 września 2011 | Guillermo Brown Puerto Madryn – Atlético Tucumán 0:2     |
| 11 września 2011 | Boca Unidos Corrientes – Aldosivi Mar del Plata 2:0      |
| 13 września 2011 | Gimnasia y Esgrima La Plata – Desamparados San Juan 1:1  |

### Kolejka 6
| Data             | Mecz                                                              |
| ---------------- | ----------------------------------------------------------------- |
| 17 września 2011 | Defensa y Justicia Buenos Aires – Gimnasia y Esgrima La Plata 1:0 |
| 17 września 2011 | Ferro Carril Oeste – CA Argentino de Quilmes 1:0                  |
| 17 września 2011 | Chacarita Juniors – Instituto Córdoba 0:1                         |
| 17 września 2011 | Aldosivi Mar del Plata – Almirante Brown Buenos Aires 0:0         |
| 18 września 2011 | Merlo Buenos Aires – River Plate 0:0                              |
| 18 września 2011 | CA Huracán – Independiente Rivadavia Mendoza 3:0                  |
| 18 września 2011 | Patronato Paraná – Gimnasia y Esgrima Jujuy 2:1                   |
| 18 września 2011 | Atlético Tucumán – Boca Unidos Corrientes 2:3                     |
| 18 września 2011 | Desamparados San Juan – Atlanta Buenos Aires 2:0                  |
| 20 września 2011 | Rosario Central – Guillermo Brown Puerto Madryn 2:2               |

### Kolejka 7
| Data                 | Mecz                                                         |
| -------------------- | ------------------------------------------------------------ |
| 24 września 2011     | CA Argentino de Quilmes – CA Huracán 2:0                     |
| 24 września 2011     | Atlanta Buenos Aires – Defensa y Justicia Buenos Aires 1:1   |
| 24 września 2011     | Instituto Córdoba – Desamparados San Juan 1:1                |
| 24 września 2011     | Almirante Brown Buenos Aires – Atlético Tucumán 0:1          |
| 24 września 2011     | Merlo Buenos Aires – Ferro Carril Oeste 0:0                  |
| 24 września 2011     | River Plate – Gimnasia y Esgrima La Plata 2:0                |
| 25 września 2011     | Boca Unidos Corrientes – Rosario Central 0:1                 |
| 25 września 2011     | Independiente Rivadavia Mendoza – Aldosivi Mar del Plata 2:2 |
| 25 września 2011     | Guillermo Brown Puerto Madryn – Patronato Paraná 2:0         |
| 22 października 2011 | Gimnasia y Esgrima Jujuy – Chacarita Juniors 0:1             |

### Kolejka 8
| Data                | Mecz                                                    |
| ------------------- | ------------------------------------------------------- |
| 30 września 2011    | Defensa y Justicia Buenos Aires – Instituto Córdoba 1:3 |
| 1 października 2011 | Atlético Tucumán – Independiente Rivadavia Mendoza 0:1  |
| 1 października 2011 | Chacarita Juniors – Guillermo Brown Puerto Madryn 1:2   |
| 1 października 2011 | Aldosivi Mar del Plata – CA Argentino de Quilmes 0:0    |
| 1 października 2011 | Desamparados San Juan – Gimnasia y Esgrima Jujuy 2:2    |
| 1 października 2011 | Gimnasia y Esgrima La Plata – Atlanta Buenos Aires 1:2  |
| 1 października 2011 | Rosario Central – Almirante Brown Buenos Aires 0:0      |
| 1 października 2011 | Ferro Carril Oeste – River Plate 0:0                    |
| 2 października 2011 | Patronato Paraná – Boca Unidos Corrientes 3:3           |
| 2 października 2011 | CA Huracán – Merlo Buenos Aires 1:0                     |

### Kolejka 9
| Data                | Mecz                                                           |
| ------------------- | -------------------------------------------------------------- |
| 4 października 2011 | Gimnasia y Esgrima Jujuy – Defensa y Justicia Buenos Aires 2:0 |
| 5 października 2011 | Instituto Córdoba – Gimnasia y Esgrima La Plata 1:0            |
| 5 października 2011 | CA Argentino de Quilmes – Atlético Tucumán 2:0                 |
| 5 października 2011 | Merlo Buenos Aires – Aldosivi Mar del Plata 1:1                |
| 5 października 2011 | Guillermo Brown Puerto Madryn – Desamparados San Juan 0:1      |
| 5 października 2011 | River Plate – Atlanta Buenos Aires 7:1                         |
| 6 października 2011 | Ferro Carril Oeste – CA Huracán 0:1                            |
| 6 października 2011 | Almirante Brown Buenos Aires – Patronato Paraná 1:0            |
| 6 października 2011 | Boca Unidos Corrientes – Chacarita Juniors 0:0                 |
| 6 października 2011 | Independiente Rivadavia Mendoza – Rosario Central 2:0          |

### Kolejka 10
| Data                 | Mecz                                                                |
| -------------------- | ------------------------------------------------------------------- |
| 8 października 2011  | Atlanta Buenos Aires – Instituto Córdoba 0:4                        |
| 9 października 2011  | Defensa y Justicia Buenos Aires – Guillermo Brown Puerto Madryn 2:2 |
| 9 października 2011  | Aldosivi Mar del Plata – Ferro Carril Oeste 0:1                     |
| 9 października 2011  | Gimnasia y Esgrima La Plata – Gimnasia y Esgrima Jujuy 1:0          |
| 9 października 2011  | Chacarita Juniors – Almirante Brown Buenos Aires 1:1                |
| 9 października 2011  | CA Huracán – River Plate 1:2                                        |
| 10 października 2011 | Desamparados San Juan – Boca Unidos Corrientes 0:3                  |
| 11 października 2011 | Patronato Paraná – Independiente Rivadavia Mendoza 2:2              |
| 11 października 2011 | Atlético Tucumán – Merlo Buenos Aires 1:0                           |
| 11 października 2011 | Rosario Central – CA Argentino de Quilmes 0:0                       |

### Kolejka 11
| Data                 | Mecz                                                            |
| -------------------- | --------------------------------------------------------------- |
| 15 października 2011 | Merlo Buenos Aires – Rosario Central 0:0                        |
| 15 października 2011 | Independiente Rivadavia Mendoza – Chacarita Juniors 1:0         |
| 15 października 2011 | Almirante Brown Buenos Aires – Desamparados San Juan 4:0        |
| 15 października 2011 | Instituto Córdoba – River Plate 0:0                             |
| 16 października 2011 | Gimnasia y Esgrima Jujuy – Atlanta Buenos Aires 0:4             |
| 16 października 2011 | Guillermo Brown Puerto Madryn – Gimnasia y Esgrima La Plata 0:1 |
| 17 października 2011 | CA Argentino de Quilmes – Patronato Paraná 1:1                  |
| 18 października 2011 | CA Huracán – Aldosivi Mar del Plata 3:0                         |
| 19 października 2011 | Ferro Carril Oeste – Atlético Tucumán 1:0                       |
| 21 października 2011 | Boca Unidos Corrientes – Defensa y Justicia Buenos Aires 4:1    |

### Kolejka 12
| Data                 | Mecz                                                               |
| -------------------- | ------------------------------------------------------------------ |
| 28 października 2011 | Instituto Córdoba – Gimnasia y Esgrima Jujuy 1:0                   |
| 29 października 2011 | Rosario Central – Ferro Carril Oeste 3:0                           |
| 29 października 2011 | Gimnasia y Esgrima La Plata – Boca Unidos Corrientes 1:1           |
| 29 października 2011 | Atlanta Buenos Aires – Guillermo Brown Puerto Madryn 2:0           |
| 29 października 2011 | Defensa y Justicia Buenos Aires – Almirante Brown Buenos Aires 2:0 |
| 29 października 2011 | River Plate – Aldosivi Mar del Plata 1:2                           |
| 30 października 2011 | Atlético Tucumán – CA Huracán 2:0                                  |
| 30 października 2011 | Desamparados San Juan – Independiente Rivadavia Mendoza 3:0        |
| 30 października 2011 | Chacarita Juniors – CA Argentino de Quilmes 1:3                    |
| 30 października 2011 | Patronato Paraná – Merlo Buenos Aires 1:0                          |

### Kolejka 13
| Data             | Mecz                                                                  |
| ---------------- | --------------------------------------------------------------------- |
| 5 listopada 2011 | Ferro Carril Oeste – Patronato Paraná 1:1                             |
| 5 listopada 2011 | CA Huracán – Rosario Central 0:1                                      |
| 5 listopada 2011 | Merlo Buenos Aires – Chacarita Juniors 1:1                            |
| 5 listopada 2011 | Aldosivi Mar del Plata – Atlético Tucumán 0:0                         |
| 5 listopada 2011 | CA Argentino de Quilmes – Desamparados San Juan 0:1                   |
| 5 listopada 2011 | Gimnasia y Esgrima Jujuy – River Plate 1:4                            |
| 6 listopada 2011 | Almirante Brown Buenos Aires – Gimnasia y Esgrima La Plata 0:1        |
| 6 listopada 2011 | Independiente Rivadavia Mendoza – Defensa y Justicia Buenos Aires 2:2 |
| 6 listopada 2011 | Guillermo Brown Puerto Madryn – Instituto Córdoba 1:1                 |
| 7 listopada 2011 | Boca Unidos Corrientes – Atlanta Buenos Aires 1:0                     |

### Kolejka 14
| Data              | Mecz                                                              |
| ----------------- | ----------------------------------------------------------------- |
| 12 listopada 2011 | Gimnasia y Esgrima La Plata – Independiente Rivadavia Mendoza 0:0 |
| 12 listopada 2011 | Rosario Central – Aldosivi Mar del Plata 3:1                      |
| 12 listopada 2011 | Defensa y Justicia Buenos Aires – CA Argentino de Quilmes 2:1     |
| 13 listopada 2011 | Chacarita Juniors – Ferro Carril Oeste 1:1                        |
| 13 listopada 2011 | Gimnasia y Esgrima Jujuy – Guillermo Brown Puerto Madryn 0:2      |
| 13 listopada 2011 | Atlanta Buenos Aires – Almirante Brown Buenos Aires 0:0           |
| 13 listopada 2011 | River Plate – Atlético Tucumán 0:2                                |
| 14 listopada 2011 | Instituto Córdoba – Boca Unidos Corrientes 3:0                    |
| 15 listopada 2011 | Patronato Paraná – CA Huracán 2:1                                 |
| 16 listopada 2011 | Desamparados San Juan – Merlo Buenos Aires 1:1                    |

### Kolejka 15
| Data              | Mecz                                                       |
| ----------------- | ---------------------------------------------------------- |
| 18 listopada 2011 | CA Argentino de Quilmes – Gimnasia y Esgrima La Plata 3:1  |
| 19 listopada 2011 | Guillermo Brown Puerto Madryn – River Plate 1:4            |
| 19 listopada 2011 | Aldosivi Mar del Plata – Patronato Paraná 1:0              |
| 19 listopada 2011 | CA Huracán – Chacarita Juniors 1:0                         |
| 19 listopada 2011 | Merlo Buenos Aires – Defensa y Justicia Buenos Aires 1:2   |
| 19 listopada 2011 | Atlético Tucumán – Rosario Central 2:1                     |
| 19 listopada 2011 | Independiente Rivadavia Mendoza – Atlanta Buenos Aires 0:0 |
| 20 listopada 2011 | Almirante Brown Buenos Aires – Instituto Córdoba 0:0       |
| 20 listopada 2011 | Boca Unidos Corrientes – Gimnasia y Esgrima Jujuy 1:0      |
| 21 listopada 2011 | Ferro Carril Oeste – Desamparados San Juan 1:0             |

### Kolejka 16
| Data              | Mecz                                                        |
| ----------------- | ----------------------------------------------------------- |
| 25 listopada 2011 | Defensa y Justicia Buenos Aires – Ferro Carril Oeste 1:1    |
| 25 listopada 2011 | Gimnasia y Esgrima La Plata – Merlo Buenos Aires 3:0        |
| 26 listopada 2011 | Patronato Paraná – Atlético Tucumán 1:2                     |
| 26 listopada 2011 | River Plate – Rosario Central 1:1                           |
| 26 listopada 2011 | Desamparados San Juan – CA Huracán 0:1                      |
| 27 listopada 2011 | Guillermo Brown Puerto Madryn – Boca Unidos Corrientes 2:1  |
| 27 listopada 2011 | Gimnasia y Esgrima Jujuy – Almirante Brown Buenos Aires 1:2 |
| 27 listopada 2011 | Chacarita Juniors – Aldosivi Mar del Plata 0:2              |
| 28 listopada 2011 | Atlanta Buenos Aires – CA Argentino de Quilmes 0:1          |
| 28 listopada 2011 | Instituto Córdoba – Independiente Rivadavia Mendoza 1:1     |

### Kolejka 17
| Data           | Mecz                                                             |
| -------------- | ---------------------------------------------------------------- |
| 2 grudnia 2011 | Atlético Tucumán – Chacarita Juniors 1:1                         |
| 3 grudnia 2011 | Merlo Buenos Aires – Atlanta Buenos Aires 3:1                    |
| 3 grudnia 2011 | Rosario Central – Patronato Paraná 1:0                           |
| 3 grudnia 2011 | Aldosivi Mar del Plata – Desamparados San Juan 0:0               |
| 3 grudnia 2011 | Boca Unidos Corrientes – River Plate 1:0                         |
| 3 grudnia 2011 | Independiente Rivadavia Mendoza – Gimnasia y Esgrima Jujuy 4:2   |
| 4 grudnia 2011 | CA Argentino de Quilmes – Instituto Córdoba 1:1                  |
| 5 grudnia 2011 | Almirante Brown Buenos Aires – Guillermo Brown Puerto Madryn 1:1 |
| 5 grudnia 2011 | Ferro Carril Oeste – Gimnasia y Esgrima La Plata 0:0             |
| 6 grudnia 2011 | CA Huracán – Defensa y Justicia Buenos Aires 1:3                 |

### Kolejka 18
| Data            | Mecz                                                                |
| --------------- | ------------------------------------------------------------------- |
| 9 grudnia 2011  | Desamparados San Juan – Atlético Tucumán 0:2                        |
| 9 grudnia 2011  | Chacarita Juniors – Rosario Central 0:0                             |
| 10 grudnia 2011 | Gimnasia y Esgrima La Plata – CA Huracán 2:1                        |
| 11 grudnia 2011 | Boca Unidos Corrientes – Almirante Brown Buenos Aires 0:1           |
| 11 grudnia 2011 | Guillermo Brown Puerto Madryn – Independiente Rivadavia Mendoza 2:0 |
| 11 grudnia 2011 | Defensa y Justicia Buenos Aires – Aldosivi Mar del Plata 0:2        |
| 12 grudnia 2011 | Instituto Córdoba – Merlo Buenos Aires 2:1                          |
| 12 grudnia 2011 | Gimnasia y Esgrima Jujuy – CA Argentino de Quilmes 0:1              |
| 12 grudnia 2011 | River Plate – Patronato Paraná 1:0                                  |
| 12 grudnia 2011 | Atlanta Buenos Aires – Ferro Carril Oeste 2:0                       |

### Kolejka 19
| Data          | Mecz                                                         |
| ------------- | ------------------------------------------------------------ |
| 3 lutego 2012 | Independiente Rivadavia Mendoza – Boca Unidos Corrientes 1:3 |
| 4 lutego 2012 | Aldosivi Mar del Plata – Gimnasia y Esgrima La Plata 1:1     |
| 4 lutego 2012 | Merlo Buenos Aires – Gimnasia y Esgrima Jujuy 3:1            |
| 4 lutego 2012 | CA Huracán – Atlanta Buenos Aires 2:2                        |
| 5 lutego 2012 | Almirante Brown Buenos Aires – River Plate 1:1               |
| 5 lutego 2012 | Ferro Carril Oeste – Instituto Córdoba 0:0                   |
| 5 lutego 2012 | Atlético Tucumán – Defensa y Justicia Buenos Aires 0:1       |
| 6 lutego 2012 | Patronato Paraná – Chacarita Juniors 0:0                     |
| 6 lutego 2012 | CA Argentino de Quilmes – Guillermo Brown Puerto Madryn 6:0  |
| 6 lutego 2012 | Rosario Central – Desamparados San Juan 2:1                  |

### Kolejka 20
| Data           | Mecz                                                               |
| -------------- | ------------------------------------------------------------------ |
| 10 lutego 2012 | CA Huracán – Instituto Córdoba 0:0                                 |
| 11 lutego 2012 | Independiente Rivadavia Mendoza – Almirante Brown Buenos Aires 3:1 |
| 11 lutego 2012 | Ferro Carril Oeste – Gimnasia y Esgrima Jujuy 1:0                  |
| 11 lutego 2012 | Rosario Central – Defensa y Justicia Buenos Aires 3:2              |
| 11 lutego 2012 | Merlo Buenos Aires – Guillermo Brown Puerto Madryn 2:1             |
| 12 lutego 2012 | Aldosivi Mar del Plata – Atlanta Buenos Aires 3:0                  |
| 12 lutego 2012 | Chacarita Juniors – River Plate 0:2                                |
| 13 lutego 2012 | CA Argentino de Quilmes – Boca Unidos Corrientes 2:1               |
| 13 lutego 2012 | Patronato Paraná – Desamparados San Juan 2:3                       |
| 13 lutego 2012 | Atlético Tucumán – Gimnasia y Esgrima La Plata 0:2                 |

### Kolejka 21
| Data           | Mecz                                                       |
| -------------- | ---------------------------------------------------------- |
| 17 lutego 2012 | Almirante Brown Buenos Aires – CA Argentino de Quilmes 0:1 |
| 18 lutego 2012 | Gimnasia y Esgrima Jujuy – CA Huracán 2:2                  |
| 18 lutego 2012 | Defensa y Justicia Buenos Aires – Patronato Paraná 1:1     |
| 18 lutego 2012 | Gimnasia y Esgrima La Plata – Rosario Central 1:0          |
| 18 lutego 2012 | River Plate – Independiente Rivadavia Mendoza 3:0          |
| 19 lutego 2012 | Boca Unidos Corrientes – Merlo Buenos Aires 1:1            |
| 19 lutego 2012 | Guillermo Brown Puerto Madryn – Ferro Carril Oeste 1:0     |
| 20 lutego 2012 | Desamparados San Juan – Chacarita Juniors 1:1              |
| 20 lutego 2012 | Atlanta Buenos Aires – Atlético Tucumán 1:1                |
| 20 lutego 2012 | Instituto Córdoba – Aldosivi Mar del Plata 3:1             |

### Kolejka 22
| Data           | Mecz                                                          |
| -------------- | ------------------------------------------------------------- |
| 24 lutego 2012 | Merlo Buenos Aires – Almirante Brown Buenos Aires 0:0         |
| 24 lutego 2012 | Patronato Paraná – Gimnasia y Esgrima La Plata 2:0            |
| 25 lutego 2012 | CA Argentino de Quilmes – Independiente Rivadavia Mendoza 7:1 |
| 25 lutego 2012 | CA Huracán – Guillermo Brown Puerto Madryn 1:1                |
| 25 lutego 2012 | Rosario Central – Atlanta Buenos Aires 2:0                    |
| 25 lutego 2012 | Ferro Carril Oeste – Boca Unidos Corrientes 1:0               |
| 25 lutego 2012 | Chacarita Juniors – Defensa y Justicia Buenos Aires 1:1       |
| 26 lutego 2012 | Aldosivi Mar del Plata – Gimnasia y Esgrima Jujuy 4:3         |
| 27 lutego 2012 | Desamparados San Juan – River Plate 1:4                       |
| 27 lutego 2012 | Atlético Tucumán – Instituto Córdoba 0:4                      |

### Kolejka 23
| Data         | Mecz                                                        |
| ------------ | ----------------------------------------------------------- |
| 1 marca 2012 | Independiente Rivadavia Mendoza – Merlo Buenos Aires 1:2    |
| 2 marca 2012 | Almirante Brown Buenos Aires – Ferro Carril Oeste 1:0       |
| 2 marca 2012 | River Plate – CA Argentino de Quilmes 0:0                   |
| 3 marca 2012 | Instituto Córdoba – Rosario Central 3:0                     |
| 3 marca 2012 | Defensa y Justicia Buenos Aires – Desamparados San Juan 2:0 |
| 3 marca 2012 | Atlanta Buenos Aires – Patronato Paraná 0:0                 |
| 4 marca 2012 | Guillermo Brown Puerto Madryn – Aldosivi Mar del Plata 1:2  |
| 4 marca 2012 | Gimnasia y Esgrima Jujuy – Atlético Tucumán 1:1             |
| 5 marca 2012 | Gimnasia y Esgrima La Plata – Chacarita Juniors 2:0         |
| 5 marca 2012 | Boca Unidos Corrientes – CA Huracán 1:2                     |

### Kolejka 24
| Data          | Mecz                                                     |
| ------------- | -------------------------------------------------------- |
| 9 marca 2012  | Merlo Buenos Aires – CA Argentino de Quilmes 0:0         |
| 9 marca 2012  | Patronato Paraná – Instituto Córdoba 3:1                 |
| 10 marca 2012 | Desamparados San Juan – Gimnasia y Esgrima La Plata 0:1  |
| 10 marca 2012 | Ferro Carril Oeste – Independiente Rivadavia Mendoza 1:1 |
| 10 marca 2012 | Atlético Tucumán – Guillermo Brown Puerto Madryn 2:1     |
| 10 marca 2012 | Defensa y Justicia Buenos Aires – River Plate 3:3        |
| 11 marca 2012 | Aldosivi Mar del Plata – Boca Unidos Corrientes 2:1      |
| 11 marca 2012 | Chacarita Juniors – Atlanta Buenos Aires 1:1             |
| 12 marca 2012 | Rosario Central – Gimnasia y Esgrima Jujuy 2:0           |
| 12 marca 2012 | CA Huracán – Almirante Brown Buenos Aires 1:1            |

### Kolejka 25
| Data          | Mecz                                                              |
| ------------- | ----------------------------------------------------------------- |
| 16 marca 2012 | Gimnasia y Esgrima La Plata – Defensa y Justicia Buenos Aires 0:1 |
| 17 marca 2012 | River Plate – Merlo Buenos Aires 3:0                              |
| 17 marca 2012 | Independiente Rivadavia Mendoza – CA Huracán 0:0                  |
| 18 marca 2012 | Boca Unidos Corrientes – Atlético Tucumán 2:1                     |
| 18 marca 2012 | Guillermo Brown Puerto Madryn – Rosario Central 1:3               |
| 18 marca 2012 | Atlanta Buenos Aires – Desamparados San Juan 1:2                  |
| 18 marca 2012 | Gimnasia y Esgrima Jujuy – Patronato Paraná 0:0                   |
| 19 marca 2012 | Almirante Brown Buenos Aires – Aldosivi Mar del Plata 1:1         |
| 19 marca 2012 | CA Argentino de Quilmes – Ferro Carril Oeste 0:0                  |
| 20 marca 2012 | Instituto Córdoba – Chacarita Juniors 3:1                         |

### Kolejka 26
| Data          | Mecz                                                         |
| ------------- | ------------------------------------------------------------ |
| 23 marca 2012 | Defensa y Justicia Buenos Aires – Atlanta Buenos Aires 0:0   |
| 24 marca 2012 | CA Huracán – CA Argentino de Quilmes 1:1                     |
| 24 marca 2012 | Ferro Carril Oeste – Merlo Buenos Aires 0:0                  |
| 24 marca 2012 | Gimnasia y Esgrima La Plata – River Plate 0:0                |
| 24 marca 2012 | Rosario Central – Boca Unidos Corrientes 2:2                 |
| 25 marca 2012 | Aldosivi Mar del Plata – Independiente Rivadavia Mendoza 2:0 |
| 25 marca 2012 | Chacarita Juniors – Gimnasia y Esgrima Jujuy 1:1             |
| 26 marca 2012 | Atlético Tucumán – Almirante Brown Buenos Aires 1:0          |
| 26 marca 2012 | Patronato Paraná – Guillermo Brown Puerto Madryn 1:0         |
| 26 marca 2012 | Desamparados San Juan – Instituto Córdoba 1:4                |

### Kolejka 27
| Data             | Mecz                                                    |
| ---------------- | ------------------------------------------------------- |
| 30 marca 2012    | Atlanta Buenos Aires – Gimnasia y Esgrima La Plata 0:0  |
| 31 marca 2012    | River Plate – Ferro Carril Oeste 3:0                    |
| 1 kwietnia 2012  | Independiente Rivadavia Mendoza – Atlético Tucumán 0:0  |
| 1 kwietnia 2012  | Guillermo Brown Puerto Madryn – Chacarita Juniors 5:2   |
| 1 kwietnia 2012  | Gimnasia y Esgrima Jujuy – Desamparados San Juan 1:0    |
| 1 kwietnia 2012  | Boca Unidos Corrientes – Patronato Paraná 1:0           |
| 2 kwietnia 2012  | Almirante Brown Buenos Aires – Rosario Central 2:1      |
| 3 kwietnia 2012  | CA Argentino de Quilmes – Aldosivi Mar del Plata 4:1    |
| 3 kwietnia 2012  | Instituto Córdoba – Defensa y Justicia Buenos Aires 2:1 |
| 11 kwietnia 2012 | Merlo Buenos Aires – CA Huracán 2:1                     |

### Kolejka 28
| Data             | Mecz                                                           |
| ---------------- | -------------------------------------------------------------- |
| 6 kwietnia 2012  | CA Huracán – Ferro Carril Oeste 1:1                            |
| 7 kwietnia 2012  | Defensa y Justicia Buenos Aires – Gimnasia y Esgrima Jujuy 2:1 |
| 7 kwietnia 2012  | Atlético Tucumán – CA Argentino de Quilmes 0:4                 |
| 8 kwietnia 2012  | Aldosivi Mar del Plata – Merlo Buenos Aires 1:0                |
| 8 kwietnia 2012  | Atlanta Buenos Aires – River Plate 1:0                         |
| 9 kwietnia 2012  | Patronato Paraná – Almirante Brown Buenos Aires 0:2            |
| 9 kwietnia 2012  | Desamparados San Juan – Guillermo Brown Puerto Madryn 1:1      |
| 10 kwietnia 2012 | Rosario Central – Independiente Rivadavia Mendoza 1:0          |
| 11 kwietnia 2012 | Gimnasia y Esgrima La Plata – Instituto Córdoba 0:0            |
| 25 kwietnia 2012 | Chacarita Juniors – Boca Unidos Corrientes 0:4                 |

### Kolejka 29
| Data             | Mecz                                                                |
| ---------------- | ------------------------------------------------------------------- |
| 13 kwietnia 2012 | Ferro Carril Oeste – Aldosivi Mar del Plata 4:0                     |
| 14 kwietnia 2012 | River Plate – CA Huracán 2:0                                        |
| 15 kwietnia 2012 | Independiente Rivadavia Mendoza – Patronato Paraná 0:1              |
| 15 kwietnia 2012 | Gimnasia y Esgrima Jujuy – Gimnasia y Esgrima La Plata 0:0          |
| 15 kwietnia 2012 | Merlo Buenos Aires – Atlético Tucumán 0:2                           |
| 15 kwietnia 2012 | Instituto Córdoba – Atlanta Buenos Aires 1:0                        |
| 15 kwietnia 2012 | Guillermo Brown Puerto Madryn – Defensa y Justicia Buenos Aires 0:0 |
| 15 kwietnia 2012 | Boca Unidos Corrientes – Desamparados San Juan 2:1                  |
| 16 kwietnia 2012 | CA Argentino de Quilmes – Rosario Central 0:1                       |
| 17 kwietnia 2012 | Almirante Brown Buenos Aires – Chacarita Juniors 0:0                |

### Kolejka 30
| Data             | Mecz                                                            |
| ---------------- | --------------------------------------------------------------- |
| 21 kwietnia 2012 | Aldosivi Mar del Plata – CA Huracán 5:1                         |
| 21 kwietnia 2012 | Rosario Central – Merlo Buenos Aires 1:0                        |
| 21 kwietnia 2012 | Defensa y Justicia Buenos Aires – Boca Unidos Corrientes 1:0    |
| 21 kwietnia 2012 | Atlanta Buenos Aires – Gimnasia y Esgrima Jujuy 0:0             |
| 21 kwietnia 2012 | River Plate – Instituto Córdoba 1:0                             |
| 22 kwietnia 2012 | Gimnasia y Esgrima La Plata – Guillermo Brown Puerto Madryn 3:2 |
| 22 kwietnia 2012 | Chacarita Juniors – Independiente Rivadavia Mendoza 0:1         |
| 22 kwietnia 2012 | Atlético Tucumán – Ferro Carril Oeste 0:1                       |
| 22 kwietnia 2012 | Desamparados San Juan – Almirante Brown Buenos Aires 1:1        |
| 23 kwietnia 2012 | Patronato Paraná – CA Argentino de Quilmes 2:1                  |

### Kolejka 31
| Data             | Mecz                                                               |
| ---------------- | ------------------------------------------------------------------ |
| 28 kwietnia 2012 | Merlo Buenos Aires – Patronato Paraná 3:1                          |
| 28 kwietnia 2012 | CA Huracán – Atlético Tucumán 2:0                                  |
| 29 kwietnia 2012 | Gimnasia y Esgrima Jujuy – Instituto Córdoba 0:1                   |
| 29 kwietnia 2012 | CA Argentino de Quilmes – Chacarita Juniors 1:0                    |
| 29 kwietnia 2012 | Independiente Rivadavia Mendoza – Desamparados San Juan 1:0        |
| 30 kwietnia 2012 | Aldosivi Mar del Plata – River Plate 1:1                           |
| 30 kwietnia 2012 | Almirante Brown Buenos Aires – Defensa y Justicia Buenos Aires 2:0 |
| 30 kwietnia 2012 | Boca Unidos Corrientes – Gimnasia y Esgrima La Plata 2:1           |
| 30 kwietnia 2012 | Guillermo Brown Puerto Madryn – Atlanta Buenos Aires 3:0           |
| 30 kwietnia 2012 | Ferro Carril Oeste – Rosario Central 0:2                           |

### Kolejka 32
| Data        | Mecz                                                                  |
| ----------- | --------------------------------------------------------------------- |
| 4 maja 2012 | Atlético Tucumán – Aldosivi Mar del Plata 2:2                         |
| 5 maja 2012 | Instituto Córdoba – Guillermo Brown Puerto Madryn 0:0                 |
| 5 maja 2012 | Patronato Paraná – Ferro Carril Oeste 3:0                             |
| 5 maja 2012 | River Plate – Gimnasia y Esgrima Jujuy 1:0                            |
| 6 maja 2012 | Rosario Central – CA Huracán 3:0                                      |
| 6 maja 2012 | Defensa y Justicia Buenos Aires – Independiente Rivadavia Mendoza 1:1 |
| 6 maja 2012 | Atlanta Buenos Aires – Boca Unidos Corrientes 1:1                     |
| 6 maja 2012 | Desamparados San Juan – CA Argentino de Quilmes 0:3                   |
| 7 maja 2012 | Chacarita Juniors – Merlo Buenos Aires 1:0                            |
| 7 maja 2012 | Gimnasia y Esgrima La Plata – Almirante Brown Buenos Aires 2:0        |

### Kolejka 33
| Data         | Mecz                                                              |
| ------------ | ----------------------------------------------------------------- |
| 12 maja 2012 | Independiente Rivadavia Mendoza – Gimnasia y Esgrima La Plata 2:1 |
| 12 maja 2012 | Merlo Buenos Aires – Desamparados San Juan 0:0                    |
| 12 maja 2012 | CA Huracán – Patronato Paraná 0:0                                 |
| 12 maja 2012 | Ferro Carril Oeste – Chacarita Juniors 0:0                        |
| 12 maja 2012 | Atlético Tucumán – River Plate 2:4                                |
| 13 maja 2012 | Guillermo Brown Puerto Madryn – Gimnasia y Esgrima Jujuy 1:2      |
| 13 maja 2012 | Aldosivi Mar del Plata – Rosario Central 1:2                      |
| 14 maja 2012 | Almirante Brown Buenos Aires – Atlanta Buenos Aires 2:0           |
| 14 maja 2012 | CA Argentino de Quilmes – Defensa y Justicia Buenos Aires 2:0     |
| 15 maja 2012 | Boca Unidos Corrientes – Instituto Córdoba 3:2                    |

### Kolejka 34
| Data         | Mecz                                                       |
| ------------ | ---------------------------------------------------------- |
| 18 maja 2012 | Chacarita Juniors – CA Huracán 1:0                         |
| 19 maja 2012 | Atlanta Buenos Aires – Independiente Rivadavia Mendoza 1:2 |
| 19 maja 2012 | Defensa y Justicia Buenos Aires – Merlo Buenos Aires 1:2   |
| 19 maja 2012 | Rosario Central – Atlético Tucumán 2:0                     |
| 19 maja 2012 | River Plate – Guillermo Brown Puerto Madryn 2:2            |
| 20 maja 2012 | Instituto Córdoba – Almirante Brown Buenos Aires 3:1       |
| 20 maja 2012 | Desamparados San Juan – Ferro Carril Oeste 0:2             |
| 20 maja 2012 | Gimnasia y Esgrima Jujuy – Boca Unidos Corrientes 0:0      |
| 20 maja 2012 | Patronato Paraná – Aldosivi Mar del Plata 1:0              |
| 21 maja 2012 | Gimnasia y Esgrima La Plata – CA Argentino de Quilmes 1:1  |

### Kolejka 35
| Data         | Mecz                                                        |
| ------------ | ----------------------------------------------------------- |
| 25 maja 2012 | Ferro Carril Oeste – Defensa y Justicia Buenos Aires 1:0    |
| 26 maja 2012 | Independiente Rivadavia Mendoza – Instituto Córdoba 1:1     |
| 26 maja 2012 | Rosario Central – River Plate 0:0                           |
| 26 maja 2012 | Almirante Brown Buenos Aires – Gimnasia y Esgrima Jujuy 2:1 |
| 26 maja 2012 | CA Huracán – Desamparados San Juan 2:1                      |
| 26 maja 2012 | Aldosivi Mar del Plata – Chacarita Juniors 1:0              |
| 26 maja 2012 | CA Argentino de Quilmes – Atlanta Buenos Aires 1:1          |
| 27 maja 2012 | Merlo Buenos Aires – Gimnasia y Esgrima La Plata 1:2        |
| 27 maja 2012 | Boca Unidos Corrientes – Guillermo Brown Puerto Madryn 3:6  |
| 27 maja 2012 | Atlético Tucumán – Patronato Paraná 1:3                     |

### Kolejka 36
| Data            | Mecz                                                             |
| --------------- | ---------------------------------------------------------------- |
| 9 czerwca 2012  | Instituto Córdoba – CA Argentino de Quilmes 0:2                  |
| 9 czerwca 2012  | Defensa y Justicia Buenos Aires – CA Huracán 4:2                 |
| 9 czerwca 2012  | Chacarita Juniors – Atlético Tucumán 0:0                         |
| 9 czerwca 2012  | Atlanta Buenos Aires – Merlo Buenos Aires 0:1                    |
| 10 czerwca 2012 | Guillermo Brown Puerto Madryn – Almirante Brown Buenos Aires 1:1 |
| 10 czerwca 2012 | Gimnasia y Esgrima Jujuy – Independiente Rivadavia Mendoza 0:0   |
| 10 czerwca 2012 | Desamparados San Juan – Aldosivi Mar del Plata 2:0               |
| 11 czerwca 2012 | River Plate – Boca Unidos Corrientes 2:1                         |
| 11 czerwca 2012 | Patronato Paraná – Rosario Central 1:0                           |
| 11 czerwca 2012 | Gimnasia y Esgrima La Plata – Ferro Carril Oeste 0:1             |

### Kolejka 37
| Data            | Mecz                                                                |
| --------------- | ------------------------------------------------------------------- |
| 16 czerwca 2012 | Merlo Buenos Aires – Instituto Córdoba 0:2                          |
| 16 czerwca 2012 | CA Argentino de Quilmes – Gimnasia y Esgrima Jujuy 4:0              |
| 16 czerwca 2012 | Patronato Paraná – River Plate 1:0                                  |
| 16 czerwca 2012 | Ferro Carril Oeste – Atlanta Buenos Aires 2:3                       |
| 16 czerwca 2012 | Aldosivi Mar del Plata – Defensa y Justicia Buenos Aires 0:0        |
| 16 czerwca 2012 | Atlético Tucumán – Desamparados San Juan 1:1                        |
| 17 czerwca 2012 | Rosario Central – Chacarita Juniors 1:3                             |
| 17 czerwca 2012 | Almirante Brown Buenos Aires – Boca Unidos Corrientes 3:0           |
| 17 czerwca 2012 | Independiente Rivadavia Mendoza – Guillermo Brown Puerto Madryn 1:0 |
| 18 czerwca 2012 | CA Huracán – Gimnasia y Esgrima La Plata 2:0                        |

### Kolejka 38
| Data            | Mecz                                                         |
| --------------- | ------------------------------------------------------------ |
| 22 czerwca 2012 | Defensa y Justicia Buenos Aires – Atlético Tucumán 1:0       |
| 22 czerwca 2012 | Gimnasia y Esgrima La Plata – Aldosivi Mar del Plata 3:3     |
| 23 czerwca 2012 | Gimnasia y Esgrima Jujuy – Merlo Buenos Aires 3:0            |
| 23 czerwca 2012 | Atlanta Buenos Aires – CA Huracán 0:2                        |
| 23 czerwca 2012 | Desamparados San Juan – Rosario Central 3:2                  |
| 23 czerwca 2012 | Instituto Córdoba – Ferro Carril Oeste 0:3                   |
| 23 czerwca 2012 | River Plate – Almirante Brown Buenos Aires 2:0               |
| 23 czerwca 2012 | Guillermo Brown Puerto Madryn – CA Argentino de Quilmes 0:2  |
| 23 czerwca 2012 | Chacarita Juniors – Patronato Paraná 3:0                     |
| 23 czerwca 2012 | Boca Unidos Corrientes – Independiente Rivadavia Mendoza 1:0 |

### Tabela końcowa Primera B Nacional 2011/12
| Poz | Klub                            | Mecze | Zw | Rem | Por | Pkt | BrZd | BrStr |
| --- | ------------------------------- | ----- | -- | --- | --- | --- | ---- | ----- |
| 1   | River Plate                     | 38    | 20 | 13  | 5   | 73  | 66   | 28    |
| 2   | CA Argentino de Quilmes         | 38    | 20 | 12  | 6   | 72  | 62   | 21    |
| 3   | Instituto Córdoba               | 38    | 19 | 13  | 6   | 70  | 56   | 28    |
| 4   | Rosario Central                 | 38    | 20 | 9   | 9   | 69  | 49   | 33    |
| 5   | Boca Unidos Corrientes          | 38    | 16 | 9   | 13  | 57  | 55   | 48    |
| 6   | Ferro Carril Oeste              | 38    | 14 | 14  | 10  | 56  | 29   | 28    |
| 7   | Patronato Paraná                | 38    | 15 | 11  | 12  | 56  | 42   | 39    |
| 8   | Almirante Brown Buenos Aires    | 38    | 14 | 13  | 11  | 55  | 36   | 30    |
| 9   | Gimnasia y Esgrima La Plata     | 38    | 14 | 12  | 12  | 54  | 38   | 33    |
| 10  | Defensa y Justicia Buenos Aires | 38    | 14 | 12  | 12  | 54  | 50   | 50    |
| 11  | Aldosivi Mar del Plata          | 38    | 13 | 14  | 11  | 53  | 50   | 47    |
| 12  | CA Huracán                      | 38    | 12 | 10  | 16  | 46  | 43   | 51    |
| 13  | Independiente Rivadavia Mendoza | 38    | 11 | 12  | 15  | 45  | 36   | 51    |
| 14  | Merlo Buenos Aires              | 38    | 10 | 13  | 15  | 43  | 28   | 38    |
| 15  | Atlético Tucumán                | 38    | 11 | 9   | 18  | 42  | 33   | 48    |
| 16  | Guillermo Brown Puerto Madryn   | 38    | 9  | 11  | 18  | 38  | 46   | 63    |
| 17  | Desamparados San Juan           | 38    | 9  | 10  | 19  | 37  | 34   | 55    |
| 18  | Gimnasia y Esgrima Jujuy        | 38    | 8  | 10  | 20  | 34  | 33   | 51    |
| 19  | Atlanta Buenos Aires            | 38    | 6  | 16  | 16  | 34  | 28   | 50    |
| 20  | Chacarita Juniors               | 38    | 6  | 15  | 17  | 33  | 24   | 46    |

### Klasyfikacja strzelców bramek
| Gole | Piłkarz             | Klub                            |
| ---- | ------------------- | ------------------------------- |
| 26   | Gonzalo Castillejos | Rosario Central                 |
| 20   | Víctor Piriz Alves  | Defensa y Justicia Buenos Aires |
| 19   | Fernando Cavenaghi  | River Plate                     |
| 17   | Paulo Dybala        | Instituto Córdoba               |
| 15   | Cristian Núñez      | Boca Unidos Corrientes          |
| 14   | Daniel Vega         | Almirante Brown Buenos Aires    |
| 13   | Martín Cauteruccio  | CA Argentino de Quilmes         |
| 13   | Matías Gigli        | Aldosivi Mar del Plata          |
| 13   | David Trezeguet     | River Plate                     |
| 12   | Miguel Caneo        | CA Argentino de Quilmes         |
| 12   | Aldo Visconti       | Boca Unidos Corrientes          |

## Mecze barażowe o awans do I ligi
| Data            | Mecz                                           |
| --------------- | ---------------------------------------------- |
| 28 czerwca 2012 | Rosario Central - San Martín San Juan 0:0      |
| 28 czerwca 2012 | Instituto Córdoba - San Lorenzo de Almagro 0:2 |
| 1 lipca 2012    | San Martín San Juan - Rosario Central 0:0      |
| 1 lipca 2012    | San Lorenzo de Almagro - Instituto Córdoba 1:1 |

Oba kluby pierwszoligowe, San Martín San Juan i San Lorenzo de Almagro, obroniły się przed spadkiem.

## Tabela spadkowa
O tym, które kluby drugoligowe spadną do III ligi decydował dorobek punktowy w przeliczeniu na jeden rozegrany mecz uzyskany przez kluby w ostatnich trzech sezonach.
| Poz | Klub                            | 2009/10 pkt/m | 2010/11 pkt/m | 2011/12 pkt/m | Razem pkt/mecze | Średnia |
| --- | ------------------------------- | ------------- | ------------- | ------------- | --------------- | ------- |
| 1   | River Plate                     | 0/38          | 0/38          | 73/38         | 73/38           | 1.921   |
| 2   | CA Argentino de Quilmes         | 64/38         | 0/38          | 72/38         | 136/76          | 1.789   |
| 3   | Instituto Córdoba               | 60/38         | 51/38         | 70/38         | 181/114         | 1.588   |
| 4   | Rosario Central                 | 0/38          | 50/38         | 69/38         | 119/76          | 1.566   |
| 5   | Gimnasia y Esgrima La Plata     | 0/38          | 0/38          | 54/38         | 54/38           | 1.421   |
| 6   | Almirante Brown Buenos Aires    | 0/38          | 52/38         | 55/38         | 107/76          | 1.408   |
| 7   | Patronato Paraná                | 0/38          | 50/38         | 56/38         | 106/76          | 1.395   |
| 8   | Boca Unidos Corrientes          | 48/38         | 52/38         | 57/38         | 157/114         | 1.377   |
| 9   | Ferro Carril Oeste              | 49/38         | 47/38         | 56/38         | 152/114         | 1.333   |
| 10  | Defensa y Justicia Buenos Aires | 52/38         | 43/38         | 54/38         | 149/114         | 1.307   |
| 11  | Aldosivi Mar del Plata          | 42/38         | 52/38         | 53/38         | 147/114         | 1.289   |
| 12  | Gimnasia y Esgrima Jujuy        | 54/38         | 54/38         | 34/38         | 142/114         | 1.246   |
| 13  | Merlo Buenos Aires              | 46/38         | 51/38         | 43/38         | 140/114         | 1.228   |
| 14  | Atlético Tucumán                | 0/38          | 51/38         | 42/38         | 93/76           | 1.224   |
| 15  | CA Huracán                      | 0/38          | 0/38          | 46/38         | 46/38           | 1.211   |
| 16  | Independiente Rivadavia Mendoza | 47/38         | 40/38         | 45/38         | 132/114         | 1.158   |
| 17  | Chacarita Juniors               | 0/38          | 44/38         | 32/38         | 76/76           | 1.000   |
| 18  | Guillermo Brown Puerto Madryn   | 0/38          | 0/38          | 38/38         | 38/38           | 1.000   |
| 19  | Desamparados San Juan           | 0/38          | 0/38          | 37/38         | 37/38           | 0.974   |
| 20  | Atlanta Buenos Aires            | 0/38          | 0/38          | 34/38         | 34/38           | 0.895   |

### Baraże o utrzymanie się w II lidze
| Data            | Mecz                                                          |
| --------------- | ------------------------------------------------------------- |
| 27 czerwca 2012 | Nueva Chicago Buenos Aires - Chacarita Juniors 1:0            |
| 27 czerwca 2012 | Crucero del Norte Posadas - Guillermo Brown Puerto Madryn 0:0 |
| 30 czerwca 2012 | Chacarita Juniors - Nueva Chicago Buenos Aires 1:1            |
| 30 czerwca 2012 | Guillermo Brown Puerto Madryn - Crucero del Norte Posadas 0:1 |

Z drugiej ligi spadły kluby Chacarita Juniors i Guillermo Brown Puerto Madryn, a na ich miejsce awansowały kluby Nueva Chicago Buenos Aires i Crucero del Norte Posadas.